# Île de la Commune (îles de Boucherville)
Pour les articles homonymes, voir Île de la Commune.
L'île de la Commune est une île du fleuve Saint-Laurent située dans parc national des Îles-de-Boucherville, au nord-est de Montréal au Canada.

## Géographie

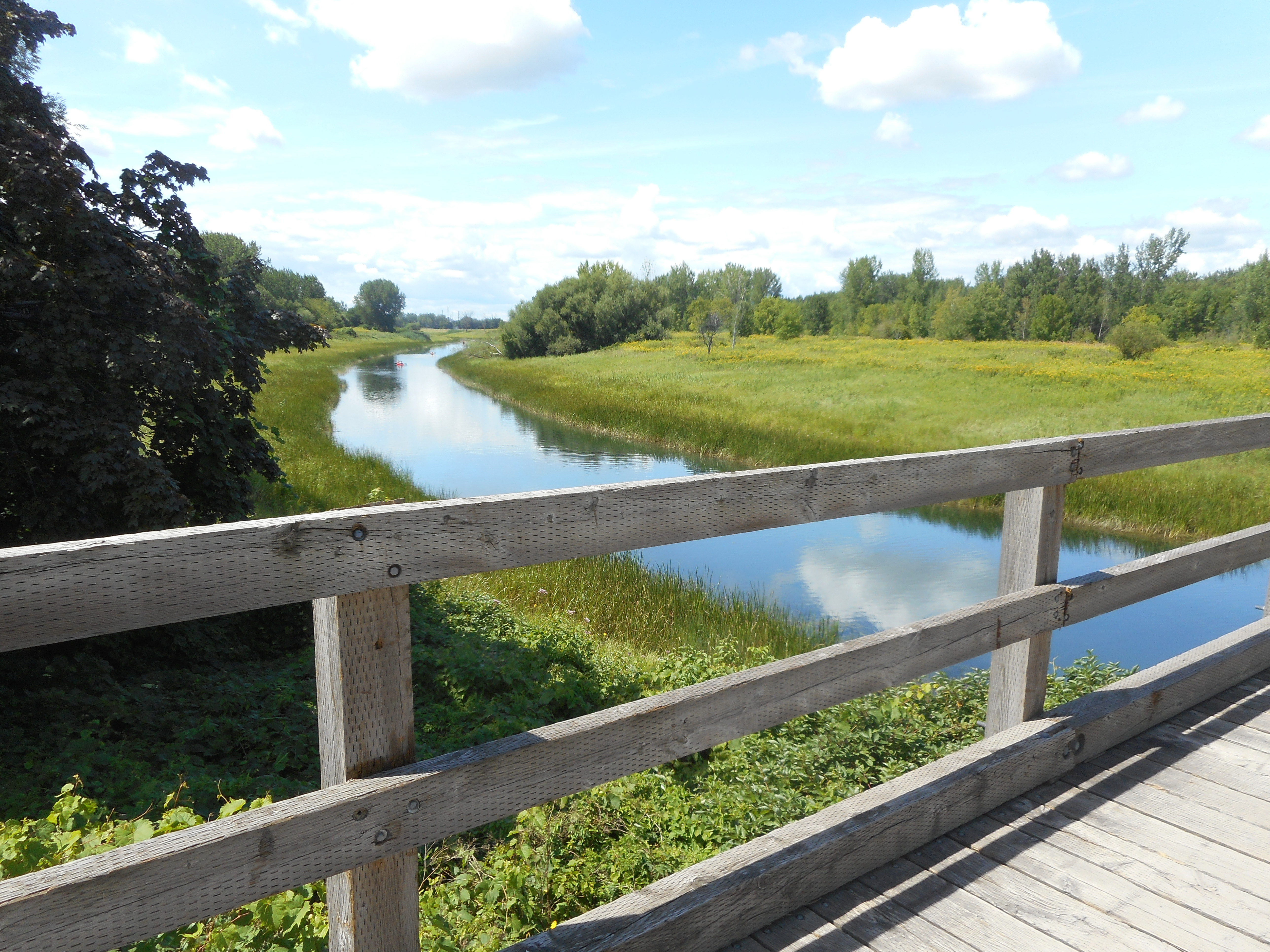
Chenal La Passe entre l'île de la Commune et l'île Grosbois.

De forme approximativement carrée, l'île de la Commune fait environ 1 300 mètres pour chacun de ses côtés. Elle est située dans le fleuve Saint-Laurent au nord-est de l'île de Montréal. Elle fait partie des îles de Boucherville et est séparée au sud de l'île à Pinard par le chenal Bras-Nord, à l'ouest de l'île aux Raisins par une zone semi-marécageuse et au nord de l'île Grosbois et à l'ouest des Grandes Battures Tailhandier par le chenal La Passe. Elle est reliée aux autres îles par des passerelles.
L'île se trouve sur la rive-Sud de Montréal à l'ouest de la ville de Boucherville à laquelle elle est administrativement rattachée.

## Histoire
En 1984, le parc national des Îles-de-Boucherville est créé englobant l'Île de la Commune. Depuis 2016, des travaux sont en cours pour restaurer la vocation agricole des terres du centre de l'île, avec des plantations de saules, le bâchage de surfaces, et l'implantation d'espèces d'herbacées visant à limiter l'expansion des roseaux et leur confinement.